# Europium(III)-bromid
Europium(III)-bromid ist eine anorganische chemische Verbindung des Europiums aus der Gruppe der Bromide.

## Gewinnung und Darstellung
Europium(III)-bromid kann durch Reaktion von Europium mit Bromwasserstoff gewonnen werden.
{\displaystyle \mathrm {2\ Eu+6\ HBr\longrightarrow 2\ EuBr_{3}+3\ H_{2}} }
Europium(III)-bromid-hydrat kann durch Entwässerung mit Ammoniumbromid in das Anhydrat umgewandelt werden.

## Eigenschaften
Europium(III)-bromid ist ein hellgrauer stark hygroskopischer Feststoff mit einer Kristallstruktur von Plutonium(III)-bromid-Typ.

## Verwendung
Durch Reduktion mit Wasserstoff bei 350 °C kann Europium(II)-bromid gewonnen werden.
{\displaystyle \mathrm {2\ EuBr_{3}+H_{2}\longrightarrow 2\ EuBr_{2}+2\ HBr} }